# 蕭元琳
蕭元琳（5世紀—6世紀），南蘭陵郡蘭陵縣人，南朝齊高帝之曾孫，豫章文獻王蕭嶷之孫，豫章哀世子蕭子廉之子。

## 生平
南朝齊永明十一年（493年），豫章王世子蕭子廉去世。蕭元琳服闋後襲封豫章郡王，食邑四千戶。
中興二年（502年），以蕭元琳為首的齊百官八百一十九人共同上表勸進，請梁王蕭衍接受齊和帝的禪讓。
南朝梁天監元年（502年），蕭衍代齊，下詔削除前朝封爵。而後，豫章王蕭元琳因齊高帝嫡胤的身份，特被降封為新淦縣開國侯，食邑五百戶。